# Ivan Koljević
Ivan Koljević (cyr. Иван Кољевић; ur. 30 czerwca 1984) – czarnogórski koszykarz. W sezonie 2010/2011 występujący w Turowie Zgorzelec. Obecnie wolny agent.

## Przebieg kariery
- 2000-2002: Lovcen Cetinje
- 2002-2005: Budućnost Podgorica
- 2005-2006: Bilbao Basket
- 2005-2006: Olympiakos Pireus
- 2006-2007: Bilbao Basket
- 2006-2007: Lietuvos Rytas Wilno
- 2007-2008: Ural Great Perm
- 2008-2009: Czerkasy Monkeys
- 2009-2010: AS Trikala
- 2009-2010: Bornova Belediye
- 2010-2011: PGE Turów Zgorzelec
- 2011: Polpharma Starogard Gdański
- 2012: BK Czerkaśki Mawpy
- 2012–2013: Odessa
- 2014: Esteghlal Qeshm
- 2015: Naft Abadan